# Coenosia argentata
Coenosia argentata är en tvåvingeart som beskrevs av Daniel William Coquillett 1904. Coenosia argentata ingår i släktet Coenosia och familjen husflugor. Inga underarter finns listade i Catalogue of Life.